# Викинги
Вижте пояснителната страница за други значения на Викинги.
Викингите, наричани също нормани (Nordmann – „мъже от Севера“), варяги и народността рус, са социална група, изпълнявала специфична роля в племенното общество на предхристиянска Южна Скандинавия през ранното Средновековие. В основната си част свободни селяни от датски, норвежки и шведски произход, викингите са етнически разнородна група от воини, земеделци, занаятчии, мореплаватели и търговци, които ограбват, заселват или завоюват нови територии, до които обикновено достигат по море или река. Тяхното разселване извън Скандинавия се разглежда като Епоха на викингите.
От 517 до 1066 г. различни племена на викингите напускат родните си земи и предприемат походи – от Винланд до Биармия и от Каспийско море до Северна Африка. Някои от тях завоюват земи в Средна и Източна Европа, и се заселват завинаги там. Шведските викинги пътешестват на изток и са споменавани в древноруски и византийски източници под името варяги. Норвежките и датските викинги се придвижват основно на запад и са известни от латински източници под името нормани.
През 2011 година се съобщава за намерени останки на викингски войн на територията на днешна Южна Англия. Това, което привлича вниманието на археолозите са изпилените линии в предните му два зъба. Учените са на мнение, че са направени с цел сплашване на врага, като не е изключена възможността в тях дори да са поставяни цветни пигменти. По всяка вероятност процесът на изпиляване е бил особено болезнен за мъжа, но само най-изтъкнатите сред племето са имали привилегията да имат подобни линии по зъбите.

## Етимология
Думата викинг произлиза от древнонорвежкото vikingr, което, според най-разпространената версия, е свързано със скандинавските думи за залив и фиорд, като съвпада и с названието на областта Вик в днешна Норвегия. Според тази интерпретация думата викинг ознчава „човек от фиорда“, което съвпада с документираната историческа представа за морски разбойници, действали в крайбрежните води и укриващи се в закътани заливи и фиорди. За еднокоренни се приемат древносаксонската wîk и древногорнонемската wîch (и двете обозначават място за живеене, подслон). В славянските езици думата е заимствана във формата витяз.

## Заселване в Скандинавия
На територията на днешна Дания и останалите скандинавски страни се заселват ловуващи племена още в края на последния ледников период (35 000 – 11 000 пр.н.е.). През Античността, този район е населяван от племена от германската група, а римските легиони не успяват да достигнат тези земи заради гъстите гори, суровия климат и свободолюбивите обитатели (но римляните проникват в Германия). След разделянето на Римската империя и Великото преселение на народите, някои от старите племена са изтласкани от други, например от англите и ютите, които се преселват с кораби от Дания в Британия, а даните, дошли от изток, се заселват в земите на британците, откъдето идва и наименованието на Дания. Някои скандинавски племена се придвижват на запад, заедно с готите, заради нахлуващите от изток варварски орди на хуните. Знае се, че племето на тимберните преминава хиляди километри през Източна и Централна Европа, докато се засели в Дания.

## Бит и облекло
Обществото на скандинавците разчита за прехраната си основно на продуктите на стопанствата си, както и на риболов. Хората в северните части на полуострова се занимават предимно със земеделие, но зависят до голяма степен и от животновъдството, лова и риболова; хората на юг, където климатът е по-благоприятен, се изхранват основно от земеделие. Те отглеждат различни зърнени култури – ечемик, ръж и овес, както и грах, хмел и зеле, а също и лен, от който изработват тъкани. Отглеждат овце и едър рогат добитък, по-рядко се срещат кози и прасета. Викингите от тази епоха живеят в изолирани, отдалечени едно от друго стопанства. Богатите стопанства създават условия за оформянето на отделни общности, в рамките на самите имения. Населението на населените места рядко надвишава 100 души. Център на такова стопанство е дългата къща, в която живеят, ядат и спят всички – от господаря до робите. Този тип сграда има правоъгълна форма и на дължина достига 30 метра. Строи се от дърво, камък, от измазан плет или дори от чимове. Прозорци рядко се правят, обикновено те са малки заради студеното време. В по-богатите къщи рамките на прозорците са били изработвани от полиран рог.
Подобни къщи са имали най-много три стаи. По-малките стаи се използвали за складове или обори, а просторната стая в средата на дългата къща е била мястото, където живеели хората от стопанството. Подът на основното жилищно помещение бил от пръст, понякога покрита с рогозки. В средата на пода е била издълбавана продълговата яма за огнище. Край стените се оформяли пейки от пръст, които били покрити с дъски и се ползвали за сядане, работа, хранене и сън. В центъра на стаята, на една от пейките край стените, обикновено било мястото на господаря, оградено с резбовани колони. Тези колони са били подвижни, защото викингите имали обичай да ги взимат със себе си при поход. В повечето къщи срещу една от стените се намирал тъкачен стан. По другите стени обикновено се закачали оръжията и сечивата. Близо до огнището били поставяни сапунения камък, глинени и дървени съдове за готвене и съхраняване на хранителни продукти. Дрехите се държали в дървени сандъци, в които се складирали и кожите.
Около 790 година е основано селището Бирка, важен търговски център в кралството на свеите, считано за първия шведски град. Първото писмено упоменаване на града е от 870 година, в книгата Vita sancti Ansgarii на архиепископ Римберт и в Дела на епископите от Хамбургската църква (лат. Gesta Hammaburgensis ecclesiae pontificum, ок. 1075 г.) от Адам фон Бремен. В разцвета си, градът има 700 – 1000 жители и в него най-напред търгуват търговци от арабските страни, а след това и от южна и западна Европа. Местните търговци продават желязо, кожи, рогове и кехлибар и получават в замяна сребърни монети и редки луксозни стоки като коприна, стъкло и подправки. По неясни причини Бирка престава да съществува в края на X век, когато се заменя от Сигтуна в политически, религиозен, икономически и културен аспект.

## Социално устройство
Макар мъжът да е господар на къщата, реалната власт и грижата за стопанството са в ръцете на жената – тя носи всички ключове от домакинството. Преди да се омъжи, викингската жена се намира под опеката на баща си или настойника си. След брака, съпругът ѝ има големи права над нея: може да държи наложници; има право да я убие, ако му е изневерила; може да убие някое новородено от нея, ако то не е здраво. Въпреки това, викингската жена може свободно да получи развод (за разлика от други общества в Европа по това време), като обяви пред свидетели мотивите си – за напълно основателна и достатъчна причина се смятала например мъжката импотентност. Освен това жените могат да притежават и земя – вдовиците унаследяват недвижимите имоти на съпрузите си.
Във викингското общество се счита, че жените притежават познанието за отбрана от злини и болести. То се предава от майка на дъщеря. Жените използват билки и магически формули за лечение. Малко викинги доживяват 40 години, а много от бебетата умират от инфекциозни болести още през първата зима.
Според хрониста Адам фон Бремен „когато става въпрос за жени те (викингите) нямат мярка. Всеки притежава една, две, три или дори повече, в зависимост от имането си“.
Дрехите на скандинавците, вълнени или ленени, са пригодени за суровия северен климат. Мъжете носят ризи; дълги долни гащи, върху които слагат панталони, затегнати на кръста с колан или пояс; най-отгоре обличат туника и се опасват с колани, на които закачат ножове и кесии. Жените носят блузи с къс ръкав, дълги свободни рокли и шалове. И мъжете, и жените носят наметала, ръкавици и шапки от въ̀лна или кожа.
По-богатите украсяват дрехите си с накити. Украшенията на викингите се изработват от сребро и злато, използват се и цветно стъкло и кехлибар, блед кварц и червен халцедон. Често тези украшения представляват змиевидно навити верижки, или върху тях са изваяни преплетени абстрактни или животински форми.
През първите векове от новата ера, скандинавците имат общ начин на живот, въпреки различията между отделните географски райони, които варират от ниските равнини на Дания и Южна Швеция до високите норвежки планини на север и насечения от фиорди западен бряг на Скандинавия. Животът им е свързан със земята и семейството. Скандинавците ловуват и ходят за риба, но основното им занимание е земеделието – на север организирано в изолирани стопанства, на юг – в малки общности, които обикновено обхващат всички членове на едно или повече семейства. Това земеделско общество се състои от три класи: роби, свободни хора и благородници.
Робите са най-ниско в социалната структура. Правата им не надвишават тези на кучето или коня – робите могат да бъдат убити, ако собственикът им пожелае. Роби има в почти всяко стопанство – по закон, всяко достатъчно голямо стопанство, което може да поддържа 12 крави и два коня, има право най-малко на трима роби. Големите имения се нуждаят от 30 и повече роби.
Свободните формират гръбнака на скандинавското общество. Те може да са освободени роби, тъй като класовата структура при скандинавците е либерална и допуска такова придвижване нагоре – робите могат да платят с пари свободата си и много господари насърчават този процес, като им предоставят земя за обработване. Но повечето свободни поначало са родени с правата на свободни. От тази група произлизат рибарите, корабостроителите, ковачите, дърводелците и други занаятчии, многобройните земеделци. Най-силни и най-богати сред свободните обаче са т.нар. boendr – букв. „тези, които стоят на едно място“. Това са тези, които притежават земя. Тяхната отстоявана независимост отличава скандинавското общество от останалите европейски общества от това време – поземлените владения на земевладелците не са обвързани със задължения към върховен господар, за разлика от другите общества през феодализма. Именно земевладелците и другите свободни извършват викингските походи през подходящия за корабоплаване период – пролетта и лятото.
Земевладелците формират съюзи, които обикновено са предвождани от най-силните и най-богатите сред тях – те съответно образуват скандинавската аристокрация. Тези вождове, наричани и „ярл“ (от тази дума произхожда английската титла earl), обикновено са местни владетели, чиято власт е ограничена от географските граници на един фиорд или малка провинция. Кралете управляват по-големи области или дори няколко области, а по-късно; със започналата в средата на 8 век и продължила до средата на 11 в. трансформация на тази родово-племенна организация в държави; и над съответните скандинавски народи.

## Законова уредба
Първоначално тези слоеве на населението са свързани чрез старата племенна система на управление и законодателство. Всеки свободен, който притежава дори и минимално количество земя, има право да присъства на публични събрания, известни като тинг. Тингът е елементарна форма на парламент, при чиито събирания се изработват закони или се съдят техните нарушители. Всяка местна общност или област има свой тинг. Общността обикновено е част от по-голяма единица и съответно тингът на по-голямата област съставя събранията си от представители на местните тингове.
Тингът изработва правните норми, регулиращи и политическия, и ежедневния живот. Нормите се помнят и предават устно – до 12 в. в Скандинавия не съществува писмено право. Законите засягат всички страни от живота на индивида – от уреждане на границите на поземлена собственост до разрешаване на кръвните вражди. Индивиди, спорещи помежду си, могат да отнесат спора си за решаване пред тинга като тъжителите се изправят пред всички членове на събранието (или избрана част от тях). Обвиняемият има право да призове свидетели, а може и да се позове на правото на Божи съд. Това е своеобразна възможност за постигане на решение, при която обвиняемият може например да хване нагорещено до червено желязо и да го държи няколко секунди. Ръката се превързва и след четири дни се преглежда от тинга. Ако участниците в събранието решат, че раната е чиста, те обявяват обвиняемия за невинен. Ако обаче не е, тингът определя наказание, което, в зависимост от престъплението, варира от плащане на глоба до обезглавяване.
В правните норми на тинга има и друго отличително наказание, което по своята тежест отстъпва само на смъртното. Това е поставянето на даден индивид завинаги извън закона, и превръщането му в жив мъртвец. Индивидът е лишен от цялото си имущество и от всичките си права̀. Всеки друг има право да го убие, без риск от наказание. Събранията решават и въпросите, свързани със законодателството и общата сигурност на обществото, и имат правото да одобряват избора на ярли, съответно и на крале.

## Образуване на първите държави
На практика обаче, определящо е влиянието на местните и регионалните владетели. До голяма степен, именно тези владетели повлияват върху образуването и развитието на ранните държави в Скандинавия. Някои от тях, с одобрението на местните тингове, избират свой крал. Най-силните от тези крале налагат властта си над другите, избирани по същия начин. Така един владетел може да обедини няколко области и да стане суверен на образуваната народност. Първият викингски владетел, който успява да обедини няколко области по такъв начин, е Харал Прекраснокосия.
Харал е владетел на областта Вестфол в югоизточна Норвегия, където утвърждава надмощието си през 70-те години на 9 в. Според легендите, „той дал обет да не реже русите си коси, докато не премахне онези местни вождове, които оспорват правото му да управлява“. Харал продължава да разширява властта си в съседните области, като съчетава дипломацията с активни военни действия. Около 885 г. коалиция от ярли и крале, които отказват да се подчиняват на Харал, претърпява поражение в морска битка близо до Хафрсфьорд на югозападния бряг. Едва тогава Харал е признат за крал на цяла Норвегия.
Около век по-късно се образуват и другите държави в днешна Скандинавия – Дания (през 985 г., начело със Свен Велобрадия) и Швеция (през 993 г., под управлението на Олаф Скьотконунг). Шведският владетел е първият по-добре познат от писмени източници крал в Скандинавия. Известно е, че подкрепя християнството и се стреми към по-тясно политическо обединение на провинциите в Южна и Централна Швеция.

## Експанзия

### Причини за експанзията
Причините за експанзията на викингите, която протича под различни форми (търсене на нови земи и преселения, грабителски нападения, пиратство и големи военни походи, търговски отношения, тясно преплитащи се с пиратство и грабежи), са разнообразни – разпадането на общинно-родовия строй при шведи, датчани и норвежци, съпровождано с възход на аристокрацията, за която военната плячка служи като важен източник на богатство. Много обикновени членове на общините (бонди) напускат родните си места, вследствие на относителната пренаселеност на крайбрежните райони на Скандинавския полуостров и недостига на обработваема земя. Прогресът на корабостроенето при скандинавците също спомага за възможността да плават не само в Балтийско море, но и във водите на Северния Атлантик и в Средиземно море.
След хунската експанзия и разпадането на Римската империя започва възходът на викингите, които създават свои владения в Северна Европа и достигат далечни земи със своите дракари.

### Насоченост и сведения за експанзията
Всяка от формиращите се скандинавски народности има своя сфера на действие, обособена най-вече от географското разположение на страната ѝ. Шведите, жители на източното крайбрежие, развиват предимно търговията. Те прекосяват Балтийско море, а след това по големите реки на Русия и Централна Европа достигат дори до Константинопол, столицата на Византия. Датчаните владеят Северно море и Ламанша и тероризират Англия и Франция, където завладяват и заселват големи райони. Норвежката експанзия е на запад – първоначалните набези на норвежките викинги са от V и VI век срещу Англия, но след това се насочват към Ирландия, Шотландия и техните острови. Те поемат предизвикателството да плават в непознати води и колонизират Исландия (874 г.) и Гренландия (875 г.).
Първите сведения за нашествия на викинги са от 8 юни 793 г., когато плавателни съдове акостират на остров Линдисфарн и опустошават манастира „Свети Кътбърт“. Гробниците са разбити, а според думите на хрониста Алкуин телата на светците са стъпкани като тор по улиците. През следващото десетилетие са опустошени манастирите Джароу на река Тайн (794 г.), „Света Колумба“ на остров Йона (795 г.), както и отдалечените манастири на островите Инисбафин и Инисмърей край западния бряг на Ирландия. През 799 г. е превзет манастира „Свети Филиберт“ на Ноармутие, в устието на Лоара, където е създадена база за нападения навътре в сушата.
Викингите са първите откриватели на Северна Америка, почти 500 години преди Колумб, но така и не успяват да колонизират огромния континент. Експедицията на Лейф Ериксон достига Новия континент ок. 1000 г. и впоследствие на източния бряг на Канада е построено викингското селище Винланд. Първото държавно обединение в Скандинавия е Норвежкото кралство (872) и по времето на крал Кнут (Канут), който след като наследява Дания през 1019 г., превзема Норвегия и част от Швеция, а от 1397 до 1523 е Калмарската уния за обединение на Дания, Норвегия, Швеция и Исландия под короната на датската кралица Маргрете I.
Скандинавците са развивали активна морска търговия чрез пристанища в Северна Европа (Бирка, Каупанг, Рибе, Ралсвайк, Сийбърг или Сигтуна и културен обмен между скандинавци, славяни, саксонци, балти и франки. Най-голямо значение има пристанището Хайтхабу (днес в Шлезвиг, Германия), разрушено през 1055 г. в битката между Харолд Хардраада и Свен II и изпепелено през 1066 от западните славяни. Шведският остров Готланд е най-важен в търговията с балтийските страни и Източна Европа. Викингите ограбват и се заселват в Нормандия, която им се дава от френския крал, за да не превземат Париж. Те стигат до Северна Африка и около 1000 г., както съобщава Адам от Бремен в неговата „История на архиепископията Хамбург“ (1076 г.), достигат като първи европейци чрез Исландия и Гренландия източния бряг на Америка – (Винланд).
През 911 година викингите основават в Северна Франция своя държава, наречена Норманско херцогство. След като Вилхелм I Завоевателя става английски крал, тези земи стават владение на Англия. И до днес тази област носи името на викингите.

## Корабоплаване
Най-силно въздействие върху живота на скандинавците оказва морето – от 4000 г. пр.н.е., те плават във фиордите, по реките и езерата на Скандинавия – за търговия или риболов. Дори дългото над 2500 km западно крайбрежие на полуострова е благоприятно за корабоплаване. През 8 век, развитието на корабното строителство прибавя към скандинавските лодки (които дотогава разчитат единствено на гребци) големи платна и мачти. Това води и до усъвършенстване на кила, за да се осигури стабилност на кораба. Тези нововъведения позволяват на викингите да предприемат дълги пътувания в открито море.
Съществуват два основни вида викингски кораби: дракар (произлиза от норвежката дума за „дракон“ – Drakkar) и кнор. Дракарите са с дължина около 17 метра и широчина 2,50 метра и са предназначени за военни цели и за изследване, като са създадени с цел постигане на висока скорост и подвижност. Оборудвани са с гребла, които се използват от екипажа, наброяващ около 60 души, в помощ на платната, както и за навигиране, независимо от вятъра. Дракарите имат дълги и тесни корпуси, и малко газене на кораба (драфт) с цел по-лесното акостиране и развръщане на войските в плитки води. Кноровете са търговски кораби, предназначени за превоз на товари. Проектирани са с по-широки корпуси, с по-голямо газене на кораба и ограничен брой гребла (използвани предимно за маневри в пристанища или други подобни ситуации) и разполагат с по-малък екипаж. 16-метров кнор, натоварен с 20 тона стока, гази едва на 1,30 метра във водата. Една от викингските иновации е „бейтасът“ – мачта, привързана към платното, което позволява на кораба да плава ефективно срещу вятъра. Скандинавците ценят корабите си повече от всяка друга собственост. Корабите са украсявани с най-различни произведения на изкуството, с внушителни изображения на носа и изящна дърворезба.
Изработката на един дракар отнема половин година и в нея участват 30 до 40 мъже и жени. За целта те използват повече от 90 дървета, 4500 метра, липови клони, изковават 8000 пирони, предат с 200 кг прежда и горят месеци наред борове, за да добият борова смола. Корабите са в състояние да плават в продължение на до 30 години.
Освен тези видове кораби съществуват още по-големи кораби от дракарите, дължината на които надхвърля 20 метра и принадлежат на вождове или жрици, които по този начин демонстрират могъществото си. За риболов по крайбрежието и китолов викингите ползват по-къси лодки с дължина около 10 метра. За изследването на брегове и плаването по малки реки викингите разполагат с допълнителни лодки с дължина около 6,50 метра, с които могат да плават дори по реки с дълбочина от 30 см.
Корабите биват изграждани на бреговете, където са необходимо, от дървета, растящи в местността. Викингите не използват скици, а разчитат на опита и преценката си.
Освен това викингите са и добри навигатори. Моряците умеят да използват всички познати природни явления за определяне на курса – от полета на птиците до характерни особености на океана (цвят, температура, течения). Викингите (които не са познавали компаса), определят местоположението си и с груби инструменти, като използват за ориентир Слънцето и Полярната звезда, както и по движението на птиците.
С такива кораби плаването от Норвегия до Исландия отнема четири дни, а от Исландия до Гренландия – три дни.

## Митология и религия
Скандинавските пантеистични вярвания са оформени от суровите условия на живот на север. Боговете на викингите са груби и жестоки, представлявайки вариант на общоарийския пантеон от аристократични войнствени богове. Догмите и ритуалите се променят, отразявайки светът такъв, какъвто го познават езичниците.
Според вярванията на скандинавците, в началото е съществувала само празнота от мъгла и скреж. От тази празнота се появил гиганта Имир, от когото са произлезли мразовитите великани – най-древните богове. Младите великани направили от тялото на Имир земята и я поставили насред океана. В центъра на земята е Мидгард – място, оградено от високи планини, където живеят хората. В ледените пустини на север се намира Утгард, където са затворени оцелелите мразовити великани. Под Мидгард, дълбоко в земята, е царството на богинята мрака – Хел, както се наричало и подземното царство, където отивали хората, умрели от старост и болести. Високо над земята е Асгард, домът на младите богове, които живеят в дворци със сребърни покриви. Тук се намира и Валхала (вечното жилище на падналите в сражение), славният рай, където умрелите воини празнували и очаквали своето завръщане за последната битка – Рагнарьок, в която светът щял да бъде унищожен с огън и лед.
Върховно божество е Один, богът на сътворението, на битките и смъртта. В света на хората неговите пратеници са гарваните. Сред другите главни богове са Тор (често поставян наравно или дори пред Один), богът на гръмотевицата и повелител на бурите и Фрей – богът на плодородието и плодовитостта. Сестрата на Фрей – Фрея, е богинята на любовта.
Съществуват множество други второстепенни божества. Важно място сред тях заема Ран – жестоката богиня на разгневеното море, която иска душите на удавниците. По-низши от боговете са вълшебните същества – джуджета, гномове, елфи. Подобно на други езически общества, скандинавците вярват, че почти всичко в природата – планини, гори, реки, дървета; има свой дух-пазител.
Главните религиозни празници се ръководят не от жреци, а от вождовете, и са свързани със сезоните. Провеждат се в средата на зимата и лятото, както и след жътва. В церемониите важно място заема жертвоприношението на животни, а понякога и на хора. Жертвоприношението често е придружавано от предсказания, направени с кръвта на жертвеното животно. Церемониите завършват с изяждането на убитото животно, като по този начин се смята, че се установява връзката между боговете и хората.

### Писменост и литература
Характерна за празниците и въобще за живота на скандинавците е важната роля на устното слово. Според тях, думите имат вълшебна сила, която произлиза от Один. Скандинавците не са записвали първоначално своите поеми и митове, макар да имат писменост, т.нар. руни – древна азбука, произлязла до голяма степен от латинската и други южноевропейски азбуки. През епохата на викингите, руните включват 16 букви, всяка от които се използва както за означението на звук, така и като название на предмет или идея от първостепенна важност. Руните също произлизат от Один и имат магическа сила – името им произлиза от старонорвежката дума rún, която е в смисъл на „тайнство“.
Формата на руните е съобразена с необходимостта да могат да се изписват лесно върху дърво или камък. Всяка буква се състои от прости прави черти – подходящи за изписване, но трудни за разчитане. Едва през 11 век викингите възприемат по-лесни начини за изписване на митовете си.
Важно място в културата на викингите заема скалдическата поезия, изпълнена със сложни и трудно разгадаеми словосъчетания, натоварени с дълбока символика. Дългите повествования съчинени в този стил се наричат еди и саги, а изпълнителите им – скалди. Литературата на викингите е ценен източник за тяхна история, бит и вярвания. Сред по-известните им произведения са „Сага за изгарянето на Нял“ (третираща обстановката, в епохата на християнизацията на Исландия), „Сага за гренландците“ (за плаванията, довели до откриването на Винланд, в Северна Америка и за опитите на викингите да колонизират нея и други страни), „Сага за Гунлауг Змийския език“ (приключенията и творческата дейност на един прочут скалд), „Поетичната Еда“ и „Прозаичната еда“.

### Християнизация на Скандинавия
Макар християнството да прониква в Скандинавия още в края на 8 век (благодарение на сакски и други търговци), първите по-сериозни стъпки за християнизация на викингите са предприети от Ансгар – монах от манастира Корвѐ във Вестфалия. През юни 826 г. кралят на Ютланд Харалд Халфдансон, заедно със съпругата, сина и приближените си, е покръстен в Ингелхайм, и император Людовик Благочестиви заповядва на Ансгар да остане с тях. Той, заедно с монаха Антберт, съпровождат Харалд обратно в Ютланд. Там те успешно започват да разпространяват християнството, но през 827 г. са принудени да се завърнат, когато Харалд е прогонен от Хорик I.
През 831 г. Ансгар е назначен за първия епископ на Хамбург – територията на епархията по това време обхващала целия германски север. Когато датските викинги нападат Хамбург през 845 г., Ансгар е принуден да избяга. Две години по-късно е назначен за епископ на Бремен, откъдето успешно продължава разпространяването на християнството в Дания и Швеция.
През 850 г. Ансгар построява църква в Хедебьо, през 861 г. предприема мисионерско пътешествие в Швеция. а на следващата година склонява краля на Ютланд Хорик II да приеме християнството. Хорик построява църква в Рибе, в която като свещеник е оставен най-добрия ученик на Ансгар – Римберт.
Християнизацията протича заедно с походите на викингите и оформянето на държавите на полуострова. Новата религия навлиза не толкова поради достойнствата си, а главно поради инициативата на кралете на новообразуваните държавици, които осъзнават предимствата, които им дава добре организираната религия с нейната йерархия, да заздравят централизираната си власт. Първи се покръстват датчаните – към края на 10 век, а след около половин столетие – норвежците и шведите. През 1000 г. и Алтинга на Исландия приема решение за доброволната християнизация на страната, опасявайки се, че новата религия може да бъде наложена със сила, което би довело до загубване на политическата самостоятелност, с която се отличава. Остава в сила обаче обичаят да се принасят жертви на предишните богове.

## Известни викинги
- Асколд и Дир – легендарни варяги, завоеватели на Киев
- Кнут Велики – крал на Дания, Англия и Норвегия
- Ерик Торвалдсон – норвежки мореплавател
- Харалд III – крал на Норвегия
- Ингоулвур Артнаршон
- Лейф Ериксон – норвежки изследовател
- Олаф I – крал на Норвегия от 995 до смъртта си
- Олаф II – крал на Норвегия от 1015 до 1028
- Олег – варяжки военачалник
- Рагнар Лодброк – легендарен датски герой
- Рюрик – княз на Новгород
- Свен I – крал на Дания, Норвегия и Англия
- Уилям I – крал на Англия, херцог на Нормандия